# 850-е п. н. е.

## Догађаји и трендови
- 859. п. н. е. — Умро Ашурнасирпал II.
- 859. п. н. е. — Шалманасар напао Сирију и Палестину.
- 858. п. н. е. — Араму постао краљ Урартуа.
- 858. п. н. е. — Шалманасар III наследио Ашурнасирпала II као краљ Асирије.
- 854. п. н. е. или 853. п. н. е. — Шалманасар III се борио против сиријске коалиције (која је укључивала краља Ахаба из Краљевства Израел и Хададезера) у бици код Каркара.
- 850. п. н. е. — Такелот II наследио Осоркона II као краљ Египта.
- око 850. п. н. е. — Хомер написао Илијаду и Одисеју.